# Tatarboenary
Tatarboenary (Oekraïens: Татарбунари; Turks: Tatarpınarı) is een stad in de Oekraïense oblast Odessa, hemelsbreed ongeveer 150 km ten zuidwesten van de hoofdplaats Odessa en via de autoweg ongeveer 617 km ten zuidwesten van de hoofdstad Kiev. De naam is afgeleid uit het Turkse woord 'Tatarpınarı'.

## Bevolking
Op 1 januari 2022 telde Tatarboenary naar schatting 10.836 inwoners. De bevolking is sinds de telling van 1979 vrij stabiel gebleven en schommelt tussen de 10.500 en 11.500 inwoners.
| 1866  | 1959  | 1970  | 1979   | 1989   | 2001   | 2014   | 2021   |
| ----- | ----- | ----- | ------ | ------ | ------ | ------ | ------ |
| 3.077 | 7.851 | 9.759 | 10.807 | 11.567 | 10.797 | 10.974 | 10.836 |

De meest gesproken taal in de stad is het Oekraïens. In 2001 sprak 84,6% van de bevolking het Oekraïens als eerste taal, terwijl 7,9% van de bevolking het Russisch als eerste taal sprak. Andere belangrijke minderheidstalen waren het Bulgaars (3,6%), Moldavisch (2,5%) en het Romani (0,8%).